# Séries éliminatoires de la Coupe Stanley 1973
Année précédente Année suivante
Les séries éliminatoires de la Coupe Stanley 1973 font suite à la saison 1972-1973 de la Ligue nationale de hockey. Les Canadiens de Montréal remportent la Coupe Stanley en battant en finale les Black Hawks de Chicago sur le score de 4 matchs à 2.

## Tableau récapitulatif
|  | Quarts de finale | Quarts de finale | Quarts de finale | Quarts de finale |    |          | Demi-finales | Demi-finales | Demi-finales | Demi-finales |  |  | Finale | Finale | Finale | Finale |
|  |                  |                  |                  |                  |    |          |              |              |              |              |  |  |        |        |        |        |
|  |                  |                  |                  |                  |    |          |              |              |              |              |  |  |        |        |        |        |
|  |                  |                  |                  |                  |    |          |              |              |              |              |  |  |        |        |        |        |
|  | E1               | Montréal         | 4                | 4                |    |          |              |              |              |              |  |  |        |        |        |        |
|  | E1               | Montréal         | 4                | 4                |    |          |              |              |              |              |  |  |        |        |        |        |
|  | E4               | Buffalo          | 2                | 2                |    |          |              |              |              |              |  |  |        |        |        |        |
|  | E4               | Buffalo          | 2                | 2                | E1 | Montréal | 4            | 4            |              |              |  |  |        |        |        |        |
|  |                  |                  |                  |                  | E1 | Montréal | 4            | 4            |              |              |  |  |        |        |        |        |
|  |                  |                  | O2               | Philadelphie     | 1  | 1        |              |              |              |              |  |  |        |        |        |        |
|  | O2               | Philadelphie     | O2               | Philadelphie     | 1  | 1        | 4            | 4            |              |              |  |  |        |        |        |        |
|  | O2               | Philadelphie     |                  |                  |    |          |              | 4            |              |              |  |  |        |        |        |        |
|  | O3               | Minnesota        | 2                | 2                |    |          |              |              |              |              |  |  |        |        |        |        |
|  | O3               | Minnesota        | 2                | 2                | E1 | Montréal | 4            | 4            |              |              |  |  |        |        |        |        |
|  |                  |                  |                  |                  | E1 | Montréal | 4            | 4            |              |              |  |  |        |        |        |        |
|  |                  |                  | O1               | Chicago          | 2  | 2        |              |              |              |              |  |  |        |        |        |        |
|  | O1               | Chicago          | O1               | Chicago          | 2  | 2        | 4            | 4            |              |              |  |  |        |        |        |        |
|  | O1               | Chicago          |                  |                  |    |          |              |              |              |              |  |  |        |        |        |        |
|  | O4               | Saint-Louis      | 1                | 1                |    |          |              |              |              |              |  |  |        |        |        |        |
|  | O4               | Saint-Louis      | 1                | 1                | O1 | Chicago  | 4            | 4            |              |              |  |  |        |        |        |        |
|  |                  |                  |                  |                  | O1 | Chicago  | 4            | 4            |              |              |  |  |        |        |        |        |
|  |                  |                  | E2               | New York         | 1  | 1        |              |              |              |              |  |  |        |        |        |        |
|  | E2               | Boston           | E2               | New York         | 1  | 1        | 1            | 1            |              |              |  |  |        |        |        |        |
|  | E2               | Boston           |                  |                  |    |          |              | 1            |              |              |  |  |        |        |        |        |
|  | E3               | New York         | 4                | 4                |    |          |              |              |              |              |  |  |        |        |        |        |
|  | E3               | New York         | 4                | 4                |    |          |              |              |              |              |  |  |        |        |        |        |
|  |                  |                  |                  |                  |    |          |              |              |              |              |  |  |        |        |        |        |

## Détails des séries

### Quarts de finale

#### Montréal contre Buffalo
| 4 avril | Canadiens de Montréal | 2-1 (0-0, 1-1, 1-0) | Sabres de Buffalo | Forum de Montréal 16 386 spectateurs |

| Feuille de match | Feuille de match                                                                            | Feuille de match | Feuille de match            | Feuille de match |
| ---------------- | ------------------------------------------------------------------------------------------- | ---------------- | --------------------------- | ---------------- |
|                  | Lemaire (Cournoyer, Laperrière) — 37 min 1 s Cournoyer (Savard, Lemaire) — 44 min 27 s (SN) | 0-1 1-1 2-1      | Ramsay (Luce) — 23 min 13 s |                  |
| K. Dryden        | Gardiens                                                                                    | D. Dryden        |                             |                  |
|                  |                                                                                             |                  |                             |                  |
| 36               | Tirs                                                                                        | 32               |                             |                  |

| 5 avril | Canadiens de Montréal | 7-3 (0-2, 5-0, 2-1) | Sabres de Buffalo | Forum de Montréal 16 558 spectateurs |

| Feuille de match | Feuille de match | Feuille de match                        | Feuille de match | Feuille de match |
| ---------------- | --- | --------------------------------------- | --- | ---------------- |
|                  | Savard (Lafleur, Houle) — 24 min 48 s Cournoyer (Savard, Lemaire) — 26 min 7 s Tardif (Lafleur) — 30 min 39 s Lapointe (Tardif) — 36 min 21 s (SN) Lemaire (Cournoyer, F. Mahovlich) — 37 min 29 s Cournoyer (F. Mahovlich) — 43 min 10 s Cournoyer (F. Mahovlich, Savard) — 55 min 31 s | 0-1 0-2 1-2 2-2 3-2 4-2 5-2 6-2 7-2 7-3 | Perreault (Schoenfeld) — 1 min 6 s Martin (Perreault, Lorentz) — 16 min 48 s (SN) Schoenfeld (Gratton) — 57 min 45 s |                  |
| K. Dryden        | Gardiens | D. Dryden                               | |                  |
|                  | |                                         | |                  |
| 35               | Tirs | 23                                      | |                  |

| 7 avril | Sabres de Buffalo | 2-5 (0-1, 1-2, 1-2) | Canadiens de Montréal | The Aud 15 658 spectateurs |

| Feuille de match | Feuille de match                                                                     | Feuille de match            | Feuille de match | Feuille de match |
| ---------------- | ------------------------------------------------------------------------------------ | --------------------------- | --- | ---------------- |
|                  | Mickey (Ramsay, Horton) — 21 min 13 s Robert (Perreault, Crozier) — 40 min 54 s (SN) | 0-1 1-1 1-2 1-3 2-3 2-4 2-5 | Lafleur (Lapointe, Tardif) — 16 min 56 s (SN) P. Mahovlich (Cournoyer) — 28 min 44 s (SN) Wilson (Savard) — 29 min F. Mahovlich (Bouchard) — 52 min 15 s Richard (P. Mahovlich) — 59 min 12 s (CV) |                  |
| Crozier          | Gardiens                                                                             | K. Dryden                   | |                  |
|                  |                                                                                      |                             | |                  |
| 44               | Tirs                                                                                 | 27                          | |                  |

| 8 avril | Sabres de Buffalo | 5-1 (0-1, 2-0, 3-0) | Canadiens de Montréal | The Aud 15 660 spectateurs |

| Feuille de match | Feuille de match | Feuille de match        | Feuille de match                         | Feuille de match |
| ---------------- | --- | ----------------------- | ---------------------------------------- | ---------------- |
|                  | Schoenfeld (Lorentz, Meehan) — 31 min 13 s Perreault (Carriere, Robert) — 34 min 29 s (SN) Robert (Perreault) — 41 min 28 s Luce — 59 min 19 s Perreault (Robert, Martin) — 59 min 41 s | 0-1 1-1 2-1 3-1 4-1 5-1 | Cournoyer (Wilson, Lefley) — 18 min 37 s |                  |
| Crozier          | Gardiens | K. Dryden               |                                          |                  |
|                  | |                         |                                          |                  |
| 50               | Tirs | 24                      |                                          |                  |

| 10 avril | Canadiens de Montréal | 2-3 (pr) (1-0, 0-2, 1-0, 0-1) | Sabres de Buffalo | Forum de Montréal 16 436 spectateurs |

| Feuille de match | Feuille de match                                                                       | Feuille de match    | Feuille de match                                                                                                  | Feuille de match |
| ---------------- | -------------------------------------------------------------------------------------- | ------------------- | --- | ---------------- |
|                  | F. Mahovlich (Laperrière) — 16 min 22 s Lapointe (Richard, P. Mahovlich) — 52 min 46 s | 1-0 1-1 1-2 2-2 2-3 | Martin (Perreault, Robert) — 32 min 3 s Robert (Perreault) — 33 min 11 s Robert (Perreault, Martin) — 69 min 18 s |                  |
| K. Dryden        | Gardiens                                                                               | Crozier             | |                  |
|                  |                                                                                        |                     | |                  |
| 40               | Tirs                                                                                   | 34                  | |                  |

| 12 avril | Sabres de Buffalo | 2-4 (0-4, 0-0, 2-0) | Canadiens de Montréal | The Aud 15 668 spectateurs |

| Feuille de match | Feuille de match                                                    | Feuille de match        | Feuille de match | Feuille de match |
| ---------------- | ------------------------------------------------------------------- | ----------------------- | --- | ---------------- |
|                  | Robert — 51 min 41 s Martin (Lorentz, Perreault) — 59 min 48 s (SN) | 0-1 0-2 0-3 0-4 1-4 2-4 | Savard (F. Mahovlich, P. Mahovlich) — 1 min 32 s Wilson (Houle) — 7 min 33 s Lafleur (Richard, Savard) — 8 min 53 s Lapointe (Roberts, Wilson) — 16 min 3 s |                  |
| Crozier          | Gardiens                                                            | K. Dryden               | |                  |
|                  |                                                                     |                         | |                  |
| 44               | Tirs                                                                | 24                      | |                  |

#### Philadelphie contre Minnesota
| 4 avril | Flyers de Philadelphie | 0-3 (0-0, 0-2, 0-1) | North Stars du Minnesota | The Spectrum 16 000 spectateurs |

| Feuille de match | Feuille de match | Feuille de match | Feuille de match                                                                                               | Feuille de match |
| ---------------- | ---------------- | ---------------- | --- | ---------------- |
|                  |                  | 0-1 0-2 0-3      | Hextall (Goldsworthy) — 29 min 21 s O'Brien (Oliver, Nanne) — 39 min 45 s Drouin (Harvey, Grant) — 49 min 17 s |                  |
| Favell           | Gardiens         | Maniago          | |                  |
|                  |                  |                  | |                  |
| 33               | Tirs             | 28               | |                  |

| 5 avril | Flyers de Philadelphie | 4-1 (1-0, 3-0, 0-1) | North Stars du Minnesota | The Spectrum 16 600 spectateurs |

| Feuille de match | Feuille de match | Feuille de match    | Feuille de match                     | Feuille de match |
| ---------------- | --- | ------------------- | ------------------------------------ | ---------------- |
|                  | Saleski (Nolet) — 5 min 48 s Flett (Ashbee, Watson) — 21 min 8 s (IN) Barber (Ashbee) — 28 min 37 s Crisp (Saleski, Ashbee) — 38 min 46 s | 1-0 2-0 3-0 4-0 4-1 | Prentice (Harris) — 44 min 14 s (SN) |                  |
| Favell           | Gardiens | Gilbert             |                                      |                  |
|                  | |                     |                                      |                  |
| 40               | Tirs | 32                  |                                      |                  |

| 7 avril | North Stars du Minnesota | 5-0 (1-0, 0-0, 4-0) | Flyers de Philadelphie | Met Center 14 647 spectateurs |

| Feuille de match | Feuille de match | Feuille de match    | Feuille de match | Feuille de match |
| ---------------- | --- | ------------------- | ---------------- | ---------------- |
|                  | Hextall — 9 min 35 s Gibbs (Oliver, Goldsworthy) — 40 min 54 s (SN) Nanne (Oliver) — 49 min 36 s Grant (Drouin, Reid) — 49 min 54 s Grant (Harvey, Drouin) — 55 min 27 s | 1-0 2-0 3-0 4-0 5-0 |                  |                  |
| Maniago          | Gardiens | Favell, Belhumeur   |                  |                  |
|                  | |                     |                  |                  |
| 40               | Tirs | 33                  |                  |                  |

| 8 avril | North Stars du Minnesota | 0-3 (0-1, 0-0, 0-2) | Flyers de Philadelphie | Met Center 15 449 spectateurs |

| Feuille de match | Feuille de match | Feuille de match | Feuille de match | Feuille de match |
| ---------------- | ---------------- | ---------------- | --- | ---------------- |
|                  |                  | 0-1 0-2 0-3      | Clarke (Flett, Bladon) — 18 min 57 s (SN) Barber (Dupont, Flett) — 54 min 16 s Lonsberry (Dornhoefer, MacLeish) — 56 min |                  |
| Maniago          | Gardiens         | Favell           | |                  |
|                  |                  |                  | |                  |
| 31               | Tirs             | 32               | |                  |

| 10 avril | Flyers de Philadelphie | 3-2 (pr) (1-1, 1-0, 0-1, 1-0) | North Stars du Minnesota | The Spectrum 16 600 spectateurs |

| Feuille de match | Feuille de match | Feuille de match    | Feuille de match                                                 | Feuille de match |
| ---------------- | --- | ------------------- | ---------------------------------------------------------------- | ---------------- |
|                  | MacLeish (Flett, Clarke) — 11 min 24 s (SN) MacLeish (Bladon, Clarke) — 22 min 17 s (SN) Dornhoefer (MacLeish, Dupont) — 68 min 35 s | 0-1 1-1 2-1 2-2 3-2 | Grant (Drouin, Reid) — 10 min 48 s Goldsworthy (Oliver) — 53 min |                  |
| Favell           | Gardiens | Maniago             |                                                                  |                  |
|                  | |                     |                                                                  |                  |
| 27               | Tirs | 32                  |                                                                  |                  |

| 12 avril | North Stars du Minnesota | 1-4 (1-0, 0-3, 0-1) | Flyers de Philadelphie | Met Center 15 664 spectateurs |

| Feuille de match | Feuille de match                              | Feuille de match    | Feuille de match | Feuille de match |
| ---------------- | --------------------------------------------- | ------------------- | --- | ---------------- |
|                  | Goldsworthy (Mohns, Nanne) — 13 min 40 s (SN) | 1-0 1-1 1-2 1-3 1-4 | Crisp (Bladon, Lonsberry) — 24 min 10 s (SN) Lonsberry (Dornhoefer) — 36 min 42 s Schultz (Flett, Clarke) — 38 min 1 s Lonsberry — 59 min 48 s (CV) |                  |
| Maniago          | Gardiens                                      | Favell              | |                  |
|                  |                                               |                     | |                  |
| 38               | Tirs                                          | 23                  | |                  |

#### Chicago contre Saint-Louis
| 4 avril | Black Hawks de Chicago | 7-1 (2-0, 3-0, 2-1) | Blues de Saint-Louis | Chicago Stadium 16 666 spectateurs |

| Feuille de match | Feuille de match | Feuille de match                | Feuille de match                        | Feuille de match |
| ---------------- | --- | ------------------------------- | --------------------------------------- | ---------------- |
|                  | Redmond (Koroll, Mikita) — 15 min 2 s Redmond (Koroll, Mikita) — 15 min 20 s Redmond (Mikita, Russell) — 22 min 13 s Pappin (Hull, White) — 29 min 38 s Martin — 30 min 32 s Martin (Hull, Mikita) — 52 min 33 s (SN) Martin (Mikita, Hull) — 56 min 24 s (SN) | 1-0 2-0 3-0 4-0 5-0 6-0 7-0 7-1 | Roberto (Plager, Sabourin) — 59 min 7 s |                  |
| Esposito         | Gardiens | Stephenson                      |                                         |                  |
|                  | |                                 |                                         |                  |
| 39               | Tirs | 29                              |                                         |                  |

| 5 avril | Black Hawks de Chicago | 1-0 (1-0, 0-0, 0-0) | Blues de Saint-Louis | Chicago Stadium 16 666 spectateurs |

| Feuille de match | Feuille de match                       | Feuille de match | Feuille de match | Feuille de match |
| ---------------- | -------------------------------------- | ---------------- | ---------------- | ---------------- |
|                  | Angotti (Stapleton, Maki) — 14 min 6 s | 1-0              |                  |                  |
| Esposito         | Gardiens                               | Caron            |                  |                  |
|                  |                                        |                  |                  |                  |
| 26               | Tirs                                   | 29               |                  |                  |

| 7 avril | Blues de Saint-Louis | 2-5 (2-3, 0-1, 0-1) | Black Hawks de Chicago | St. Louis Arena 19 237 spectateurs |

| Feuille de match | Feuille de match                                                                | Feuille de match            | Feuille de match | Feuille de match |
| ---------------- | ------------------------------------------------------------------------------- | --------------------------- | --- | ---------------- |
|                  | Demarco (Huck, Egers) — 5 min 52 s (SN) Plante (Thomson, Merrick) — 10 min 26 s | 0-1 1-1 2-1 2-2 2-3 2-4 2-5 | Hull (Mikita, Stapleton) — 2 min 29 s (SN) Backstrom (Stapleton) — 11 min 26 s Pappin (Hull, Martin) — 13 min 51 s Backstrom (Maki) — 23 min 10 s Pappin (Russell, Magnuson) — 47 min 31 s (SN) |                  |
| Caron            | Gardiens                                                                        | Esposito                    | |                  |
|                  |                                                                                 |                             | |                  |
| 30               | Tirs                                                                            | 40                          | |                  |

| 8 avril | Blues de Saint-Louis | 5-3 (1-2, 3-0, 1-1) | Black Hawks de Chicago | St. Louis Arena 18 863 spectateurs |

| Feuille de match | Feuille de match | Feuille de match                | Feuille de match                                                                                             | Feuille de match |
| ---------------- | --- | ------------------------------- | --- | ---------------- |
|                  | Plante (Unger, Plager) — 16 min 48 s Roberto — 34 min 3 s Huck (Unger, Demarco) — 35 min 31 s Sabourin (Roberto, Durbano) — 38 min 29 s Unger (Evans, Huck) — 56 min 56 s | 0-1 0-2 1-2 2-2 3-2 4-2 4-3 5-3 | Backstrom (Maki, Jarrett) — 6 min 33 s Koroll (Mikita, Redmond) — 11 min 11 s Maki (Backstrom) — 54 min 21 s |                  |
| Stephenson       | Gardiens | Smith                           | |                  |
|                  | |                                 | |                  |
| 39               | Tirs | 40                              | |                  |

| 10 avril | Black Hawks de Chicago | 6-1 (2-0, 2-1, 2-0) | Blues de Saint-Louis | Chicago Stadium 16 666 spectateurs |

| Feuille de match | Feuille de match | Feuille de match            | Feuille de match                          | Feuille de match |
| ---------------- | --- | --------------------------- | ----------------------------------------- | ---------------- |
|                  | Pappin (Hull, Martin) — 1 min 14 s Mikita (Redmond, Magnuson) — 14 min 52 s Koroll (Mikita, White) — 20 min 30 s Maki (Backstrom) — 31 min 37 s Backstrom (Maki, Stapleton) — 55 min 42 s (IN) Angotti (Pappin, Hull) — 57 min 41 s | 1-0 2-0 3-0 3-1 4-1 5-1 6-1 | Huck (Plager, Durbano) — 24 min 20 s (SN) |                  |
| Esposito         | Gardiens | Stephenson, Caron           |                                           |                  |
|                  | |                             |                                           |                  |
| 32               | Tirs | 13                          |                                           |                  |

#### Boston contre Rangers de New York
| 4 avril | Bruins de Boston | 2-6 (1-1, 0-4, 1-1) | Rangers de New York | Boston Garden 15 003 spectateurs |

| Feuille de match | Feuille de match                                                           | Feuille de match                | Feuille de match | Feuille de match |
| ---------------- | -------------------------------------------------------------------------- | ------------------------------- | --- | ---------------- |
|                  | Roberts (Sheppard, Marcotte) — 14 min 21 s Sanderson (Bucyk) — 51 min 17 s | 1-0 1-1 1-2 1-3 1-4 1-5 1-6 2-6 | Park (Ratelle) — 15 min 59 s (SN) MacGregor (Stemkowski, Harris) — 27 min 25 s Park (Gilbert) — 28 min 53 s Tkaczuk (Ratelle, Fairbairn) — 31 min 48 s Tkaczuk (Fairbairn, Park) — 35 min 55 s Stemkowski (Rolfe) — 43 min 11 s |                  |
| Plante           | Gardiens                                                                   | Giacomin                        | |                  |
|                  |                                                                            |                                 | |                  |
| 24               | Tirs                                                                       | 31                              | |                  |

| 5 avril | Bruins de Boston | 2-4 (1-1, 1-2, 0-1) | Rangers de New York | Boston Garden 15 003 spectateurs |

| Feuille de match | Feuille de match                                                     | Feuille de match        | Feuille de match | Feuille de match |
| ---------------- | -------------------------------------------------------------------- | ----------------------- | --- | ---------------- |
|                  | Cashman (Smith, Esposito) — 7 min 55 s Roberts (Smith) — 36 min 34 s | 1-0 1-1 1-2 1-3 2-3 2-4 | Vickers (Fairbairn, Park) — 13 min 20 s Irvine (Stemkowski, Harris) — 29 min 47 s (SN) Stemkowski (Irvine, Park) — 33 min 29 s (SN) Tkaczuk (Vickers, Fairbairn) — 45 min 37 s (SN) |                  |
| Plante           | Gardiens                                                             | Giacomin, Villemure     | |                  |
|                  |                                                                      |                         | |                  |
| 30               | Tirs                                                                 | 32                      | |                  |

| 7 avril | Rangers de New York | 2-4 (1-1, 0-1, 1-2) | Bruins de Boston | Madison Square Garden 17 500 spectateurs |

| Feuille de match | Feuille de match                                                             | Feuille de match        | Feuille de match | Feuille de match |
| ---------------- | ---------------------------------------------------------------------------- | ----------------------- | --- | ---------------- |
|                  | Stemkowski (MacGregor) — 18 min 35 s Ratelle (Rolfe, Rousseau) — 46 min 12 s | 0-1 1-1 1-2 2-2 2-3 2-4 | Sheppard (Sanderson) — 6 min 53 s (IN) Stanfield (Fred O'Donnell, Bucyk) — 23 min 13 s Sheppard — 50 min 39 s Walton (Bucyk) — 59 min 8 s (CV) |                  |
| Giacomin         | Gardiens                                                                     | Johnston                | |                  |
|                  |                                                                              |                         | |                  |
| 37               | Tirs                                                                         | 27                      | |                  |

| 8 avril | Rangers de New York | 4-0 (2-0, 2-0, 0-0) | Bruins de Boston | Madison Square Garden 17 500 spectateurs |

| Feuille de match | Feuille de match | Feuille de match | Feuille de match | Feuille de match |
| ---------------- | --- | ---------------- | ---------------- | ---------------- |
|                  | Gilbert (Park, Rousseau) — 2 min 35 s Stemkowski (MacGregor, Irvine) — 16 min 30 s Rousseau (Neilson) — 31 min 22 s Vickers (Fairbairn) — 39 min 15 s | 1-0 2-0 3-0 4-0  |                  |                  |
| Giacomin         | Gardiens | Johnston         |                  |                  |
|                  | |                  |                  |                  |
| 25               | Tirs | 33               |                  |                  |

| 10 avril | Bruins de Boston | 3-6 (2-3, 0-1, 1-2) | Rangers de New York | Boston Garden 15 003 spectateurs |

| Feuille de match | Feuille de match                                                                                                | Feuille de match                    | Feuille de match | Feuille de match |
| ---------------- | --- | ----------------------------------- | --- | ---------------- |
|                  | Orr (Sanderson, Cashman) — 1 min 54 s Hodge (Orr, Stanfield) — 12 min 45 s (SN) Marcotte (Walton) — 47 min 10 s | 0-1 1-1 2-1 2-2 2-3 2-4 2-5 3-5 3-6 | Vickers (Fairbairn) — 38 s Vickers (Neilson, Tkaczuk) — 14 min 34 s MacGregor (Harris, Irvine) — 16 min 33 s Tkaczuk (Fairbairn) — 38 min 59 s Gilbert (Ratelle) — 44 min 10 s Vickers (Fairbairn, Neilson) — 57 min 51 s |                  |
| Brooks, Johnston | Gardiens | Giacomin                            | |                  |
|                  | |                                     | |                  |
| 31               | Tirs | 36                                  | |                  |

### Demi-finales

#### Montréal contre Philadelphie
| 14 avril | Canadiens de Montréal | 4-5 (pr) (1-1, 1-1, 2-2, 0-1) | Flyers de Philadelphie | Forum de Montréal 16 929 spectateurs |

| Feuille de match | Feuille de match | Feuille de match                    | Feuille de match | Feuille de match |
| ---------------- | --- | ----------------------------------- | --- | ---------------- |
|                  | Cournoyer (Savard, Murdoch) — 4 min 48 s Lapointe — 37 min 28 s (SN) Lapointe (Roberts, Richard) — 48 min 58 s Lemaire (Cournoyer, Lapointe) — 55 min 25 s | 1-0 1-1 1-2 2-2 3-2 3-3 3-4 4-4 4-5 | Barber (Clarke) — 14 min 20 s Nolet (Watson, Saleski) — 23 min 16 s Nolet (Barber) — 50 min 18 s Dornhoefer (MacLeish, Lonsberry) — 52 min 4 s MacLeish — 62 min 56 s |                  |
| Dryden           | Gardiens | Favell                              | |                  |
|                  | |                                     | |                  |
| 45               | Tirs | 37                                  | |                  |

| 17 avril | Canadiens de Montréal | 4-3 (pr) (1-2, 1-1, 1-0, 1-0) | Flyers de Philadelphie | Forum de Montréal 17 010 spectateurs |

| Feuille de match | Feuille de match | Feuille de match            | Feuille de match                                                                                                | Feuille de match |
| ---------------- | --- | --------------------------- | --- | ---------------- |
|                  | Lafleur (P. Mahovlich, F. Mahovlich) — 19 min 13 s (SN) Richard — 20 min 25 s Cournoyer (Murdoch, Lefley) — 51 min 50 s Robinson — 66 min 45 s | 0-1 0-2 1-2 2-2 2-3 3-3 4-3 | Dupont (Kelly, Crisp) — 5 min 50 s Dornhoefer (MacLeish, Bladon) — 8 min 12 s (SN) Flett (Clarke) — 20 min 36 s |                  |
| Dryden           | Gardiens | Favell                      | |                  |
|                  | |                             | |                  |
| 36               | Tirs | 39                          | |                  |

| 19 avril | Flyers de Philadelphie | 1-2 (0-2, 1-0, 0-0) | Canadiens de Montréal | The Spectrum 16 666 spectateurs |

| Feuille de match | Feuille de match                           | Feuille de match | Feuille de match                                                            | Feuille de match |
| ---------------- | ------------------------------------------ | ---------------- | --------------------------------------------------------------------------- | ---------------- |
|                  | Crisp (Lonsberry, Dornhoefer) — 30 min 9 s | 0-1 0-2 1-2      | Houle (Bouchard) — 6 min 34 s Richard (F. Mahovlich, Murdoch) — 18 min 19 s |                  |
| Favell           | Gardiens                                   | Dryden           |                                                                             |                  |
|                  |                                            |                  |                                                                             |                  |
| 26               | Tirs                                       | 26               |                                                                             |                  |

| 22 avril | Flyers de Philadelphie | 1-4 (1-0, 0-3, 0-1) | Canadiens de Montréal | The Spectrum 16 600 spectateurs |

| Feuille de match | Feuille de match                 | Feuille de match    | Feuille de match | Feuille de match |
| ---------------- | -------------------------------- | ------------------- | --- | ---------------- |
|                  | Clarke (Barber) — 4 min 8 s (SN) | 1-0 1-1 1-2 1-3 1-4 | Houle (Bouchard, Lafleur) — 27 min 38 s Tardif (Houle, Robinson) — 34 min 7 s (SN) Cournoyer (Lemaire, F. Mahovlich) — 36 min 1 s (SN) F. Mahovlich — 59 min 27 s (CV) |                  |
| Favell           | Gardiens                         | Dryden              | |                  |
|                  |                                  |                     | |                  |
| 32               | Tirs                             | 27                  | |                  |

| 24 avril | Canadiens de Montréal | 5-3 (1-1, 1-1, 3-1) | Flyers de Philadelphie | Forum de Montréal 17 141 spectateurs |

| Feuille de match | Feuille de match | Feuille de match                | Feuille de match                                                                        | Feuille de match |
| ---------------- | --- | ------------------------------- | --------------------------------------------------------------------------------------- | ---------------- |
|                  | Tardif (Houle, Robinson) — 15 min 29 s Lemaire (Savard, Lapointe) — 20 min 23 s (SN) F. Mahovlich (Lapointe) — 45 min 44 s Richard (Savard, F. Mahovlich) — 52 min 7 s Cournoyer (Tardif, Lemaire) — 53 min 42 s | 0-1 1-1 2-1 2-2 2-3 3-3 4-3 5-3 | Lonsberry (Clarke) — 8 min 57 s Nolet (Crisp, Ashbee) — 26 min 18 s Flett — 45 min 30 s |                  |
| Dryden           | Gardiens | Favell                          |                                                                                         |                  |
|                  | |                                 |                                                                                         |                  |
| 34               | Tirs | 20                              |                                                                                         |                  |

#### Chicago contre Rangers de New York
| 12 avril | Black Hawks de Chicago | 1-4 (1-2, 0-0, 0-2) | Rangers de New York | Chicago Stadium 16 666 spectateurs |

| Feuille de match | Feuille de match                    | Feuille de match    | Feuille de match | Feuille de match |
| ---------------- | ----------------------------------- | ------------------- | --- | ---------------- |
|                  | Martin (Hull, Pappin) — 12 min 37 s | 1-0 1-1 1-2 1-3 1-4 | Rousseau — 14 min 9 s Hadfield (Ratelle, Rolfe) — 4 min 4 s Tkaczuk (Vickers, Rolfe) — 57 min 45 s Tkaczuk (Vickers) — 59 min 35 s (CV) |                  |
| Esposito         | Gardiens                            | Giacomin            | |                  |
|                  |                                     |                     | |                  |
| 22               | Tirs                                | 25                  | |                  |

| 15 avril | Black Hawks de Chicago | 5-4 (3-1, 2-3, 0-0) | Rangers de New York | Chicago Stadium 19 000 spectateurs |

| Feuille de match | Feuille de match | Feuille de match                    | Feuille de match | Feuille de match |
| ---------------- | --- | ----------------------------------- | --- | ---------------- |
|                  | Stapleton (Maki, Backstrom) — 5 min 32 s Stapleton (Pappin, Angotti) — 7 min 55 s (SN) Hull (Jarrett, Martin) — 11 min 20 s Hull (Angotti, Pappin) — 32 min 2 s (SN) Redmond (Stapleton) — 34 min 40 s | 1-0 2-0 3-0 3-1 3-2 3-3 4-3 5-3 5-4 | Gilbert (Marshall, Park) — 18 min 54 s Ratelle (Hadfield, Rousseau) — 25 min 31 s (SN) Fairbairn (Vickers, Tkaczuk) — 28 min 22 s Gilbert (Hadfield, Ratelle) — 37 min 26 s |                  |
| Esposito         | Gardiens | Giacomin, Villemure                 | |                  |
|                  | |                                     | |                  |
| 29               | Tirs | 32                                  | |                  |

| 17 avril | Rangers de New York | 1-2 (1-0, 0-1, 1-0) | Black Hawks de Chicago | Madison Square Garden 17 500 spectateurs |

| Feuille de match | Feuille de match              | Feuille de match | Feuille de match                                                | Feuille de match |
| ---------------- | ----------------------------- | ---------------- | --------------------------------------------------------------- | ---------------- |
|                  | Tkaczuk (Rolfe) — 34 min 51 s | 0-1 1-1 1-2      | Pappin (Hull, Martin) — 8 min 20 s Mikita (Marks) — 46 min 16 s |                  |
| Giacomin         | Gardiens                      | Esposito         |                                                                 |                  |
|                  |                               |                  |                                                                 |                  |
| 38               | Tirs                          | 28               |                                                                 |                  |

| 19 avril | Rangers de New York | 1-3 (0-0, 0-1, 1-2) | Black Hawks de Chicago | Madison Square Garden 17 500 spectateurs |

| Feuille de match | Feuille de match                          | Feuille de match | Feuille de match                                                                                                  | Feuille de match |
| ---------------- | ----------------------------------------- | ---------------- | --- | ---------------- |
|                  | Hadfield (Neilson, Ratelle) — 42 min 16 s | 0-1 1-1 1-2 1-3  | Hull (Angotti, Stapleton) — 31 min 20 s (SN) Martin (Stapleton) — 54 min 11 s Hull (Pappin, Martin) — 56 min 56 s |                  |
| Giacomin         | Gardiens                                  | Esposito         | |                  |
|                  |                                           |                  | |                  |
| 39               | Tirs                                      | 21               | |                  |

| 24 avril | Black Hawks de Chicago | 4-1 (1-0, 1-1, 2-0) | Rangers de New York | Chicago Stadium 16 666 spectateurs |

| Feuille de match | Feuille de match | Feuille de match    | Feuille de match                      | Feuille de match |
| ---------------- | --- | ------------------- | ------------------------------------- | ---------------- |
|                  | Mikita (Koroll, Hull) — 19 min 20 s (SN) Hull (Maki) — 34 min 7 s Mikita (Hull, Koroll) — 44 min 47 s Koroll (Martin, Hull) — 48 min 15 s | 1-0 2-0 2-1 3-1 4-1 | Gilbert (Ratelle, Carr) — 39 min 19 s |                  |
| Esposito         | Gardiens | Giacomin            |                                       |                  |
|                  | |                     |                                       |                  |
| 25               | Tirs | 29                  |                                       |                  |

### Finale
Les Canadiens remportent leur 18e Coupe Stanley 4 matchs à 2. Henri Richard, le capitaine des Canadiens, la remporte pour la 11e fois de sa carrière.
| 29 avril | Canadiens de Montréal | 8-3 (2-3, 2-0, 4-0) | Black Hawks de Chicago | Forum de Montréal 17 249 spectateurs |

| Feuille de match | Feuille de match | Feuille de match                            | Feuille de match                                                                                         | Feuille de match |
| ---------------- | --- | ------------------------------------------- | --- | ---------------- |
|                  | Laperrière — 2 min 28 s Tardif (Lafleur, Houle) — 8 min 7 s Lefley (Cournoyer, Lemaire) — 23 min 1 s Lemaire (Richard, Tardif) — 36 min 23 s (SN) Lemaire (F. Mahovlich, P. Mahovlich) — 48 min 38 s (SN) P. Mahovlich — 52 min 36 s (IN) F. Mahovlich (Lafleur, Houle) — 53 min 34 s Lefley (Lemaire, Cournoyer) — 54 min 35 s | 0-1 0-2 1-2 2-2 2-3 3-3 4-3 5-3 6-3 7-3 8-3 | Martin (Stapleton, Hull) — 35 s Backstrom (Stapleton) — 1 min 2 s Martin (Stapleton, White) — 12 min 7 s |                  |
| Dryden           | Gardiens | Esposito, Smith                             | |                  |
|                  | |                                             | |                  |
| 38               | Tirs | 30                                          | |                  |

| 1er mai | Canadiens de Montréal | 4-1 (1-0, 1-1, 2-0) | Black Hawks de Chicago | Forum de Montréal 17 354 spectateurs |

| Feuille de match | Feuille de match | Feuille de match    | Feuille de match                       | Feuille de match |
| ---------------- | --- | ------------------- | -------------------------------------- | ---------------- |
|                  | Bouchard (Larose, P. Mahovlich) — 5 min 36 s Cournoyer (F. Mahovlich) — 32 min 8 s Cournoyer (Lapointe, Lemaire) — 25 min 1 s (SN) F. Mahovlich — 59 min 26 s (CV) | 1-0 1-1 2-1 3-1 4-1 | Koroll (Redmond, Angotti) — 7 min 28 s |                  |
| Dryden           | Gardiens | Esposito            |                                        |                  |
|                  | |                     |                                        |                  |
| 30               | Tirs | 19                  |                                        |                  |

| 3 mai | Black Hawks de Chicago | 7-4 (4-0, 1-1, 2-3) | Canadiens de Montréal | Chicago Stadium 16 666 spectateurs |

| Feuille de match | Feuille de match | Feuille de match                            | Feuille de match | Feuille de match |
| ---------------- | --- | ------------------------------------------- | --- | ---------------- |
|                  | Hull (Pappin, Stapleton) — 1 min 59 s (SN) Bordeleau (Mikita, Koroll) — 11 min 44 s (SN) White (Stapleton, Backstrom) — 13 min 20 s (IN) Mikita (Koroll, White) — 14 min 20 s (IN) Marks (Frig, Mikita) — 22 min 8 s (SN) Hull — 59 min 29 s (CV) Pappin (Hull) — 59 min 49 s (CV) | 1-0 2-0 3-0 4-0 5-0 5-1 5-2 5-3 5-4 6-4 7-4 | Mahovlich (Mahovlich, Robinson) — 30 min 25 s Cournoyer (Lemaire, Lefley) — 41 min 20 s Lapointe (Mahovlich, Larose) — 47 min 15 s Lemaire (Cournoyer, Tardif) — 48 min 1 s |                  |
| Esposito         | Gardiens | Dryden                                      | |                  |
|                  | |                                             | |                  |
| 37               | Tirs | 33                                          | |                  |

| 6 mai | Black Hawks de Chicago | 0-4 (0-1, 0-2, 0-1) | Canadiens de Montréal | Chicago Stadium 17 600 spectateurs |

| Feuille de match | Feuille de match | Feuille de match | Feuille de match | Feuille de match |
| ---------------- | ---------------- | ---------------- | --- | ---------------- |
|                  |                  | 0-1 0-2 0-3 0-4  | Tardif (Cournoyer, Lemaire) — 1 min 8 s Cournoyer (Tardif) — 34 min 13 s Lefley (P. Mahovlich, Larose) — 35 min 43 s Larose (Lemaire) — 43 min 45 s |                  |
| Esposito         | Gardiens         | Dryden           | |                  |
|                  |                  |                  | |                  |
| 19               | Tirs             | 30               | |                  |

| 8 mai | Canadiens de Montréal | 7-8 (2-2, 3-5, 2-1) | Black Hawks de Chicago | Forum de Montréal 18 950 spectateurs |

| Feuille de match | Feuille de match | Feuille de match                                            | Feuille de match | Feuille de match |
| ---------------- | --- | ----------------------------------------------------------- | --- | ---------------- |
|                  | F. Mahovlich — 2 min 47 s P. Mahovlich (F. Mahovlich, Robinson) — 14 min 52 s (SN) Larose — 20 min 37 s Larose (Wilson) — 24 min 23 s Cournoyer (Lemaire, Lapointe) — 27 min 9 s Savard (Wilson, Larose) — 41 min 15 s Richard (F. Mahovlich) — 51 min 43 s | 1-0 1-1 1-2 2-2 3-2 3-3 4-3 4-4 5-4 5-5 5-6 5-7 6-7 6-8 7-8 | Hull (Jarrett, Russell) — 9 min 34 s Mikita (Stapleton) — 11 min 24 s Kryskow (Backstrom, Maki) — 23 min 10 s Mikita (Stapleton, Marks) — 26 min 21 s Pappin — 31 min 24 s Frig (Mikita) — 36 min 21 s (SN) Pappin (Mikita, Hull) — 39 min 3 s Angotti (White) — 44 min 6 s |                  |
| Dryden           | Gardiens | Esposito                                                    | |                  |
|                  | |                                                             | |                  |
| 31               | Tirs | 29                                                          | |                  |

| 10 mai | Black Hawks de Chicago | 4-6 (2-1, 2-3, 0-2) | Canadiens de Montréal | Chicago Stadium 17 600 spectateurs |

| Feuille de match | Feuille de match | Feuille de match                        | Feuille de match | Feuille de match |
| ---------------- | --- | --------------------------------------- | --- | ---------------- |
|                  | Martin (Mikita, Stapleton) — 10 min 35 s Martin (Pappin) — 11 min 31 s (SN) Kryskow (Maki, Backstrom) — 28 min 32 s Martin (Hull) — 37 min 5 s (SN) | 1-0 2-0 2-1 2-2 2-3 3-3 3-4 4-4 4-5 4-6 | Richard (F. Mahovlich) — 19 min 48 s P. Mahovlich (Laperrière, Lefley) — 25 min 5 s Houle (P. Mahovlich, Lefley) — 26 min 37 s F. Mahovlich (Lapointe, Cournoyer) — 30 min 54 s (SN) Cournoyer (Lemaire) — 48 min 13 s Tardif (Cournoyer, Lemaire) — 52 min 42 s (SN) |                  |
| Esposito         | Gardiens | Dryden                                  | |                  |
|                  | |                                         | |                  |
| 27               | Tirs | 33                                      | |                  |

## Effectif champion
L'effectif déclaré champion de la Coupe Stanley est le suivant :
- Gardiens de but : Ken Dryden et Michel Plasse ;
- Défenseurs : Pierre Bouchard, Jacques Laperrière, Guy Lapointe, Bob Murdoch, Jimmy Roberts, Larry Robinson et Serge Savard ;
- Centres : Jacques Lemaire, Peter Mahovlich et Henri Richard (capitaine) ;
- Ailiers : Yvan Cournoyer, Réjean Houle, Guy Lafleur, Claude Larose, Chuck Lefley, Frank Mahovlich, Steve Shutt, Marc Tardif et Murray Wilson